# Peter Weber (Psychologe)
Peter Weber (* 1955 in Dortmund) ist ein deutscher Organisationspsychologe und Inhaber des Lehrstuhls für Kommunikation und Beratung an der Fachhochschule der Diakonie in Bielefeld.

## Werdegang
Nach einem Studium der Physik und Astronomie, das Peter Weber 1983 mit dem Staatsexamen abschloss, arbeitete er von 1985 bis 1989 als Gemeindeseelsorger und bis 1995 als Stadtjugendseelsorger. Das Diplomstudium der katholischen Theologie schloss Weber im Jahr 1993 ab. Er war parallel von 1989 bis 1998 Hochschulpfarrer an der Universität Dortmund. 1999 wurde er wissenschaftlicher Mitarbeiter des Lehrstuhls Organisationspsychologie von Michael Kastner und 2002 im Fach Psychologie promoviert. Seit 2000 ist er Berater und Seniorpartner der psychologischen Unternehmensberatung Kastner Partner Consulting. Am 1. Juli 2009 übernahm Weber den Lehrstuhl für Kommunikation und Beratung an der Fachhochschule der Diakonie. Er ist Leiter des Studiengangs Mentoring.

## Forschungsschwerpunkte
- Kommunikation
- Beratung
- Professionalität
- Berufliche Identität
- Supervision
- Coaching
- Mediation

## Publikationen (Auswahl)
- Weber, P. (2006). Schwierige Gespräche kompetent bewältigen: Ein Praxisleitfaden für Kritik- und Schlechte-Nachrichten-Gespräche. Lengerich: Pabst.
- Weber, P. (2004). Business-Mentoring – Manager als interne Berater in turbulenten Zeiten. Ein Praxisleitfaden für Mentoren, Mentees und Personalentwickler. Herdecke: Maori.
- Weber, P. (2002). Die Lidschlagrate als Vergleichsparameter für aktuelle und zukünftige Flugsicherungssysteme hinsichtlich Ermüdung und visueller Beanspruchung von Fluglotsen. Berlin: Verlag dissertation.de.
- Weber, P. (1997). Coaching in Abgrenzung zu und Übereinstimmung mit Supervision und Psychotherapie. Universität Dortmund.
- Weber, P. (in Vorbereitung). Kommunikationsform Dialog – unverzichtbar für Unternehmen auf dem Weg zur lernenden Organisation.